# 蘭伯特冰原島峰
75°25′S 137°54′W / 75.417°S 137.900°W
蘭伯特冰原島峰（英語：Lambert Nunatak）是南極洲的冰原島峰，位於瑪麗伯德地，屬於科爾特高地的一部分，美國地質調查局根據測量和該國海軍的空中照片繪入地圖，現時由南極條約體系管理。